# 주조촌 (니가타현)
주조촌(中条村)은 니가타현 미나미칸바라군에 설치되었던 촌이다. 현재의 나가오카시에 해당한다.